# Mohamed Bayram V
Pour les articles homonymes, voir Famille Bayram et Bayram.
Mohamed Bayram V, né en mars 1840 à Tunis et mort en décembre 1889 à Helwan (Égypte),, est un intellectuel et universitaire tunisien.
Il fait partie du mouvement réformiste du XIXe siècle composé notamment de Kheireddine Pacha, Ibn Abi Dhiaf, Mokhtar Chouikha, Mohamed Snoussi et Salem Bouhageb qui a défendu l'idée de modernisme.

## Biographie
D'origine turque, Bayram V est né dans une famille d'oulémas et de dignitaires religieux du côté de son père et de la notabilité turque du côté de sa mère ; les Bayrams forment l'une des principales lignées religieuses hanéfites en Tunisie. Sa mère est la fille de Mahmoud Khodja, ancien ministre de la Marine sous Ahmed Ier Bey. Son père est lui plus tourné vers l'agriculture que la culture scientifique et religieuse.
Il poursuit ses études à la mosquée Zitouna où il apprend le Coran, l'exégèse et les hadîths, avec pour professeur Salem Bouhageb. Khodja aurait voulu l'inscrire à l'École militaire du Bardo, haute institution destinée à l'époque à la formation des cadres politiques et des hauts fonctionnaires, mais c'est son oncle ouléma et professeur, Mohamed Bayram IV, qui l'oriente vers les études de langue et de rhétorique. Par la suite, il se tourne vers l'histoire et peut ainsi approfondir ses connaissances à travers les nombreux ouvrages que possède son oncle qu'il remplace, dès qu'il termine ses études, comme enseignant à l'université Zitouna.
En 1875, le grand vizir Kheireddine Pacha remarque Bayram V pour ses opinions réformistes et progressistes et lui confie la direction de l'Imprimerie officielle de la République tunisienne qui publie le Journal officiel de la République tunisienne, journal fondé entre autres par les réformistes Kheireddine Pacha, Mahmoud Kabadou et Mokhtar Chouikha, succédant ainsi au général Husseïn. En 1876, il voyage en France et en Italie pour des soins et, à son retour, est nommé à la tête de l'hôpital Sadiki en 1877 puis, après la démission de Kheireddine, est maintenu à ce poste par les deux grands vizirs qui succèdent à celui-ci, Mohammed Khaznadar et Mustapha Ben Ismaïl. En 1879, il est nommé au Conseil constitutionnel aux côtés de Mohamed Larbi Zarrouk.
Lors de l'instauration du protectorat français en 1881, il quitte la Tunisie pour s'installer à Istanbul. En 1884, il part pour l'Égypte et y fonde le journal L'Information. En 1888, il devient magistrat au Tribunal civil de première instance égyptien. Il meurt finalement en décembre 1889 à Helouane et est inhumé au Caire.

## Pensée
Outre son ouvrage intitulé L'essentiel des enseignements, Bayram V publie des mémoires où il recense ses impressions et suggestions concernant la politique dans les pays arabo-musulmans, dont la Tunisie. Parmi ses mémoires, un article paru en mai 1888, dans une revue égyptienne intitulée Al Moktataf, où il précise notamment l'importance d'adapter le système des démocraties constitutionnelles européennes aux pays arabo-musulmans en prenant compte des réalités de ces pays, sans toutefois les calquer. Aussi, ajoute-t-il que « dans un souci de démocratie, il convient de procéder aux élections des membres des conseils locaux et régionaux ».

## Mémoire
En 1973, Béchir Tlili publie un article consacré à la pensée sociale et politique de Bayram V.
Le 28 octobre 1989, à l'occasion du centenaire de sa mort, un timbre postal émis par la Poste tunisienne, dessiné par Hatem El Mekki et tiré à 310 000 exemplaires, lui est dédié.

## Publications
- L'essentiel des enseignements ;
- Le caractère licite de la chasse aux armes à feu ;
- L'examen approfondi de la question de l'esclavage ;
- La tradition du prophète et les fatwas.